# Michail Butusov
Michail Pavlovič Butusov (in russo Михаил Павлович Бутусов?; San Pietroburgo, 18 giugno 1900 – Leningrado, 11 aprile 1963) è stato un allenatore di calcio e calciatore sovietico, di ruolo attaccante, fratello di Vasilij Butusov, anch'egli attaccante, che giocò per la nazionale russa.

## Biografia
Aveva quattro fratelli, Konstantin (1885-1942; calciatore morto nell'assedio di Leningrado), Vasilij (1892-1971; calciatore e arbitro), Aleksandr (1895-1942; calciatore morto nell'assedio di Leningrado) e Pavel (1898-1990; calciatore e allenatore).

## Carriera
Il 19 settembre 1923 debutta con la selezione russa contro l'Estonia, in una sfida vinta 4-2 dalla Russia: in questo match firma una tripletta. L'anno seguente debutta anche con la nazionale sovietica contro la Turchia (3-0), giocandoci contro anche nell'amichevole del 1925 vinta 2-1: segna in entrambi gli incontri.
Nel 1940-1941 ha allenato la Dinamo Kiev.
In un non determinato periodo ha anche svolto il ruolo di arbitro nella sezione di Leningrado.

## Statistiche

### Cronologia presenze e reti in nazionale
| Cronologia completa delle presenze e delle reti in nazionale ― [[Nazionale maschile di calcio dell' Unione Sovietica\| Unione Sovietica]] | Cronologia completa delle presenze e delle reti in nazionale ― [[Nazionale maschile di calcio dell' Unione Sovietica\| Unione Sovietica]] | Cronologia completa delle presenze e delle reti in nazionale ― [[Nazionale maschile di calcio dell' Unione Sovietica\| Unione Sovietica]]                                                      | Cronologia completa delle presenze e delle reti in nazionale ― [[Nazionale maschile di calcio dell' Unione Sovietica\| Unione Sovietica]] | Cronologia completa delle presenze e delle reti in nazionale ― [[Nazionale maschile di calcio dell' Unione Sovietica\| Unione Sovietica]]                                                      | Cronologia completa delle presenze e delle reti in nazionale ― [[Nazionale maschile di calcio dell' Unione Sovietica\| Unione Sovietica]] | Cronologia completa delle presenze e delle reti in nazionale ― [[Nazionale maschile di calcio dell' Unione Sovietica\| Unione Sovietica]] | Cronologia completa delle presenze e delle reti in nazionale ― [[Nazionale maschile di calcio dell' Unione Sovietica\| Unione Sovietica]] |
| Data | Città | In casa | Risultato | Ospiti | Competizione | Reti | Note |
| --- | --- | --- | --- | --- | --- | --- | --- |
| 16/11/1924 | Mosca | [[Nazionale maschile di calcio dell' Unione Sovietica\| Unione Sovietica]] [[File: Flag of the Soviet Union (1936 – 1955).svg\|class=noviewer\| Unione Sovietica (bandiera)\|border\|20x16px]] | 3 – 0 | Turchia | Amichevole | 2 | |
| 15/05/1925 | Ankara | Turchia | 1 – 2 | [[File: Flag of the Soviet Union (1936 – 1955).svg\|class=noviewer\| Unione Sovietica (bandiera)\|border\|20x16px]] [[Nazionale maschile di calcio dell' Unione Sovietica\| Unione Sovietica]] | Amichevole | 1 | |
| Totale | | Presenze | 2 | | Reti | 3 | |